# Videotolling
Videotolling lub Video tolling – system poboru opłat z wideo-detekcją pojazdów (ang. video, ang. toll); Forma elektronicznego pobierania opłat za przejazd autostradami, która wykorzystuje wideo lub zdjęcia z tablicy rejestracyjnej pojazdu oraz automatyczny system rozpoznawania numerów rejestracyjnych do identyfikacji pojazdu podlegającego opłacie drogowej. System nie wymaga pobierania opłat drogowych przy użyciu metod manualnych: gotówki lub kartami płatniczymi i może być używany w połączeniu z „całkowicie elektronicznym” poborem opłat drogowych, aby umożliwić kierowcom bez urządzenia RFID (często określane jako „znacznik”) korzystać z płatnej drogi.

## Videotolling w Polsce
System w Polsce działa na trzech koncesjonowanych odcinkach autostrad : A1 (odcinek Toruń – Gdańsk), A2 (odcinek Poznań – Konin) i A4 (odcinek Katowice – Kraków). System został uruchomiony w lipcu 2019 r. Autostrada Wielkopolska planuje wprowadzić analogiczny system na zarządzanym przez nią odcinku autostrady A2 między Nowym Tomyślem a Świeckiem, obok już funkcjonującego na odcinku z Poznania do Konina, jednak jest to zależne od wyników rozmów koncesjonariusza z Ministerstwem Infrastruktury. Miał on być także uruchomiony na obsługiwanych przez państwo odcinkach tras A2 i A4 jednak ogłoszony w 2020 roku przetarg został unieważniony.

### Płatne odcinki autostrad z videotollingiem[2]
| Autostrada | Bramki                                             | Aplikacje - operatorzy płatności |
| ---------- | -------------------------------------------------- | -------------------------------- |
|            | • Rusocin • Swarożyn • Nowe Marzy • Toruń Południe | AmberGo, Autopay, SkyCash        |
|            | • Nagradowice • Słupca • Lądek                     | Autopay                          |
|            | • Mysłowice Brzęczkowice • Balice I                | A4Go, Autopay, SkyCash           |

### Użytkowanie systemu[2]
Do korzystania z systemu niezbędne jest pobranie jednej z aplikacji mobilnych dla urządzeń z system Android lub IOS obsługujących dany odcinek. Do aplikacji dodajemy numer rejestracyjny samochodu i dane karty płatniczej, z której zostanie pobrana opłata (Autopay, AmberGo, A4Go) lub należy zasilić konto w aplikacji w postaci przedpłaty (Skycash). Gdy dojeżdżamy do bramki, kamera odczytuje rejestrację, a szlaban automatycznie się otwiera. Podobnie działa to przy wyjeździe z płatnego odcinka trasy. Zbliżając się do bramek, należy wybrać te oznaczone symbolem czarnej kamery na żółtym tle (na A4) lub znakiem AmberGO (na A1). Gdy pojazd znajdzie się w zasięgu kamery, system sczyta numer rejestracyjny i automatycznie podniesie szlaban. Opłata zostanie pobrana z karty płatniczej. Z usługi nie mogą korzystać podróżujący motocyklami, ze względu na brak możliwości sczytania tablic rejestracyjnych pojazdu.